# Andrés Soriano (futbolista)
Carlos Andrés Soriano (Córdoba, Argentina, 30 de octubre de 1983) es un exfutbolista argentino que jugaba como centrodelantero. Es hermano gemelo de Abel Soriano.

## Clubes
| Club                   | País      | Año         | PJ  | Goles |
| ---------------------- | --------- | ----------- | --- | ----- |
| Belgrano               | Argentina | 2005 - 2006 | 43  | 4     |
| Deportivo Cuenca       | Ecuador   | 2007        | 21  | 7     |
| Espoli                 | Ecuador   | 2008        | 7   | 4     |
| Belgrano               | Argentina | 2009        | 10  | 2     |
| Atlanta                | Argentina | 2010 - 2013 | 115 | 62    |
| Los Andes              | Argentina | 2013 - 2014 | 32  | 4     |
| Villa Dálmine          | Argentina | 2015        | 22  | 1     |
| Defensores de Belgrano | Argentina | 2016 - 2017 | 32  | 8     |

## Estadísticas
| Lugares   | PJ  | Goles | Promedio |
| --------- | --- | ----- | -------- |
| Argentina | 217 | 71    | 0,32     |
| Ecuador   | 28  | 14    | 0,50     |

## Palmarés

### Campeonatos nacionales
| Título                    | Club    | País      | Año       |
| ------------------------- | ------- | --------- | --------- |
| Primera "B" Metropolitana | Atlanta | Argentina | 2010/2011 |

- Datos: Q5552032